# Jgheaburi, Argeș
Jgheaburi este un sat în comuna Corbi din județul Argeș, Muntenia, România.